# نظام الحبر المستمر

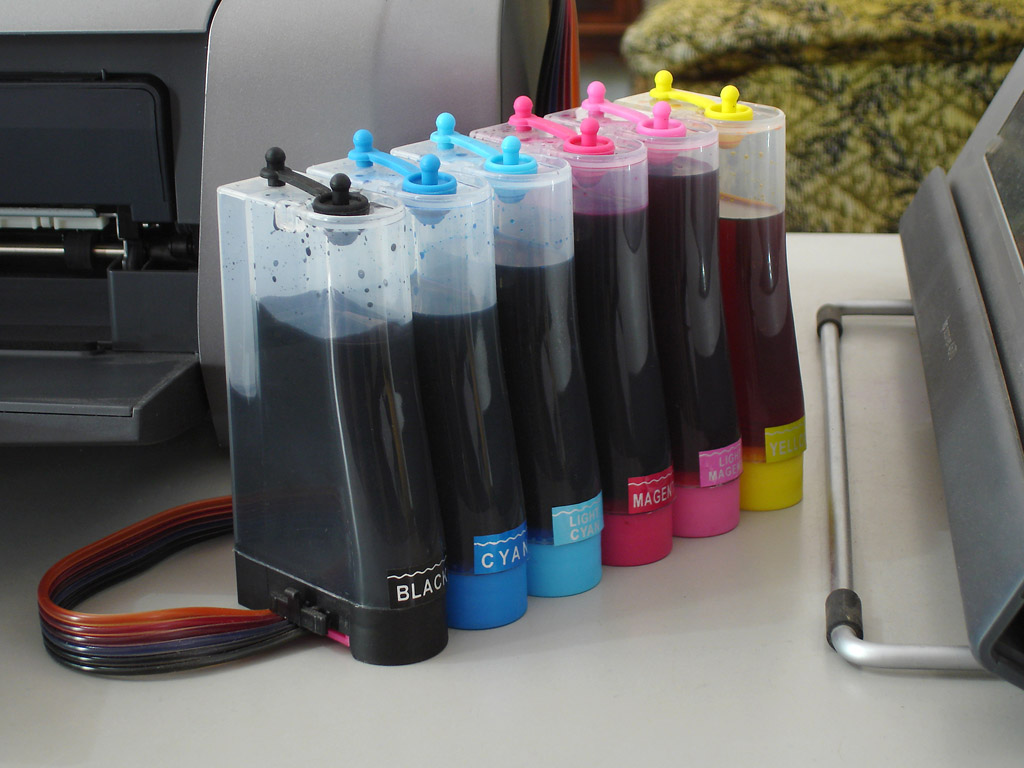

نظام الحبر المستمر (بالإنجليزية: Continuous ink system)‏ اختصارًا CIS هو نظام لتوفير تدفق حبر مستمر لخراطيش الحبر دون الحاجة لتغير الخراطيش وإمكانية الطباعة حتى 5000 ورقة.

## مميزات نظام الحبر المستمر
1. تكلفة منخفضة.
2. جودة عالية.
3. وسهولة الاستخدام.

## آلية العمل
يتم تثبيت خراطيش الحبر الخاصة بالنظام في الطابعة وتتصل بالخزان الحبر حيث انه يتم توفير الحبر للخراطيش بشكل مستمر وثابت فيضمن لك عدم نفاذ الحبر من الخراطيش وتوفير الجهد والوقت والمال.